# 里奧奇基托 (新墨西哥州)
里奧奇基托（英語：Rio Chiquito）是位於美國新墨西哥州里奧阿里巴縣及聖菲縣的普查規定居民點。

## 人口
根據2020年美國人口普查的數據，里奧奇基托的面積為2.78平方千米，皆為陸地。當地共有人口200人，而人口密度為每平方千米71.94人。